# Secretos de Estado
Secretos de Estado es una serie de televisión española de suspense producida por Melodía Producciones y Mediaset España que se emitió en Telecinco en 2019. La ficción está protagonizada por Miryam Gallego, Emmanuel Esparza, Michelle Calvó, José Luis García Pérez y Jesús Castro.

## Argumento
Se centra la serie en el intento de rtele|ubicación=Madrid|número=}}</ref>

## Reparto

### Reparto principal
- Miryam Gallego - Ana Chantalle Ortiz
- Emmanuel Esparza - Alberto Guzmán Santamaría
- José Luis García Pérez - Guillermo Gutiérrez Casas
- Jesús Castro - Andrés Rivera Blanco
- Michelle Calvó - Paula Campillo Aguirre

### Reparto secundario
- Patxi Freytez - Javier Benitez
- Vicky Luengo - Raquel Ramírez
- Estefanía de los Santos - Francisca «Paca» (Episodio 1 - Episodio 2; Episodio 6 -  Episodio 9)
- Francisco Ortiz - Carlos Castillo (Episodio 1 - Episodio 3; Episodio 5 - Episodio 13)
- Sara Vidorreta - Laura Guzmán Chantalle
- Miquel Fernández - Luis Peralta (Episodio 1 - Episodio 3)

con la colaboración especial de
- Natalia Millán - Marisa
- Elvira Mínguez - Rosa Aguirre (Episodio 1 - Episodio 3)
- Adolfo Fernández - Juez Raúl Villalba (Episodio 1 - Episodio 2)
- Pedro Piqueras - Pedro Piqueras (Episodio 1 - Episodio 2)
- Alberto San Juan - Fernando López Llamazares (Episodio 3)

### Reparto recurrente
- Sergi Méndez - Julián Guzmán Chantalle (Episodio 1 - Episodio 6; Episodio 8; Episodio 10; Episodio 12)
- María Alfonsa Rosso - Matilde (Episodio 1 - Episodio 10; Episodio 12 - Episodio 13)
- Marta Nieto - Elena Llanos Monforte (Episodio 1 - Episodio 8)
- Fernando Soto - Álvaro Calles (Episodio 2 - Episodio 6)
- Michael Cardelle - Juan Cueto (Episodio 2 - Episodio 3; Episodio 5 - Episodio 10)
- Ana Otero - Maribel de Felipe (Episodio 2 - Episodio 6)
- Mateo Conde - Raúl (Episodio 2; Episodio 4 - Episodio 13)
- Juli Fábregas - Marcelo Prima (Episodio 2 - Episodio 4; Episodio 13)
- Nya de la Rubia - Lucía (Episodio 3 - Episodio 8)
- Mario Plágaro - Pedro Martinez' (Episodio 4; Episodio 6 - Episodio 12)
- Mikel Iglesias - Iván (Episodio 4 - Episodio 5)
- Miguel de Miguel - Alejandro ''Álex'' Torres (Episodio 6; Episodio 9 - Episodio 13)
- María Isabel Díaz Lago - Márquez (Episodio 6 - Episodio 7)
- Manuel Vega - Jon Arteaga (Episodio 8 - Episodio 13)

## Producción
El 4 de julio de 2017 se dio a conocer que la productora Melodía Producciones estaba preparando una serie sobre corrupción política con la colaboración de la cadena de televisión Telecinco. Asimismo, se confirmaron los primeros nombres que formarían parte del elenco de los actores: Miryam Gallego, Jesús Castro y Roberto Enríquez. Sin embargo, este último actor no formó parte del proyecto finalmente. Una semana más tarde se dieron a conocer más nombres de actores que fichaban por la serie, como Emmanuel Esparza, Natalia Millán o José Luis García Pérez. Meses después de rodar los 13 episodios que componen la primera temporada, Mediaset España desveló que la serie comenzaría a emitirse el día 13 de febrero de 2019.

## Temporadas y episodios
| Temporada | Temporada | Episodios | Estreno               | Final             | Audiencia media | Audiencia media | Audiencia media |
| Temporada | Temporada | Episodios | Estreno               | Final             | Espectadores    | Cuota           |                 |
| --------- | --------- | --------- | --------------------- | ----------------- | --------------- | --------------- | --------------- |
|           | 1         | 13        | 13 de febrero de 2019 | 7 de mayo de 2019 | 1 491 000       | 9,6%            |                 |

## Primera temporada (2019)
| N.º (serie) | Título                              | Director(es)                     | Guionista(s)                                                              | Fecha de emisión      | Audiencia         |
| ----------- | ----------------------------------- | -------------------------------- | ------------------------------------------------------------------------- | --------------------- | ----------------- |
| 1           | «El presidente, envenenado»         | Norberto López Amado             | Frank Ariza                                                               | 13 de febrero de 2019 | 2 166 000 (15,7%) |
| 2           | «Buscando al culpable»              | Rafael Montesinos                | Frank Ariza                                                               | 20 de febrero de 2019 | 1 805 000 (13,2%) |
| 3           | «Paula queda en libertad»           | Rafael Montesinos                | Frank Ariza e Ignasi Rubio                                                | 27 de febrero de 2019 | 1 636 000 (11,1%) |
| 4           | «Paula confiesa toda la verdad»     | Iñaki Peñafiel                   | Frank Ariza e Ignasi Rubio                                                | 6 de marzo de 2019    | 1 603 000 (11,6%) |
| 5           | «La jugada maestra»                 | Iñaki Peñafiel                   | Frank Ariza e Ignasi Rubio                                                | 13 de marzo de 2019   | 1 567 000 (11,5%) |
| 6           | «El plan de Paula»                  | Rafael Montesinos                | Frank Ariza, Ignasi Rubio y Ángela Armero                                 | 19 de marzo de 2019   | 1 661 000 (12,4%) |
| 7           | «Entre la vida o la muerte»         | Rafael Montesinos                | Frank Ariza, Ignasi Rubio y Ángela Obón                                   | 26 de marzo de 2019   | 1 522 000 (10,9%) |
| 8           | «El destino d Laura»                | Javier Giner y Rafael Montesinos | Frank Ariza, Ignasi Rubio y Ángela Obón                                   | 2 de abril de 2019    | 1 499 000 (10,2%) |
| 9           | «El futuro de Andrés en la cárcel»  | Marco A. Castillo                | Frank Ariza, Ignasi Rubio, Ángela Obón y Clara P. Escrivá                 | 9 de abril de 2019    | 1 475 000 (10,4%) |
| 10          | «El gran debate»                    | Marco A. Castillo                | Frank Ariza, Ignasi Rubio, Ángela Obón y Jaime Palacios                   | 16 de abril de 2019   | 1 293 000 (9,3%)  |
| 11          | «El encuentro entre Laura y Andrés» | Marco A. Castillo                | Frank Ariza, Ignasi Rubio, Ángela Obón, Clara P. Escrivá y Jaime Palacios | 23 de abril de 2019   | 1 012 000 (5,5%)  |
| 12          | «Un giro inesperado»                | Iñaki Peñafiel                   | Frank Ariza, Ignasi Rubio, Ángela Obón, Clara P. Escrivá y Jaime Palacios | 30 de abril de 2019   | 1 011 000 (6,7%)  |
| 13          | «La gran noche de las primarias»    | Iñaki Peñafiel                   | Frank Ariza e Ignasi Rubio                                                | 7 de mayo de 2019     | 1 141 000 (8,0%)  |